# Volvo FL
Der Volvo FL 6 ist ein Verteiler-Lkw für den lokalen und regionalen Verteilerverkehr, den Volvo Trucks seit 1985 produziert. Er wurde als Ergänzung zum mittelschweren Lkw für den Überregionalverkehr Volvo FL 7, 10, 12 eingeführt, welcher 1998 durch den Volvo FM ersetzt wurde. Seit der Einführung der 2. Generation 2006 gibt es eine auf dem FL basierende Variante mit höheren Nutzlasten, den Volvo FE. Im Mai 2013 wurde eine neue FL Generation präsentiert, die ab Herbst in den Handel gelangt.

## Erste Generation (1985–2006)
1985 erschien der Volvo FL 6 als Ergänzung zum Volvo FL 7, 10, 12 und wurde im gleichen Jahr zum Truck of the Year gewählt. Als Antrieb kam der Volvo D6A Turbodiesel mit 132 kW 180 PS, 162 kW 220 PS und 184 kW 250 PS zum Einsatz.
Die Kraftübertragung erfolgte mittels ZF Friedrichshafen 9-Gang Schaltgetriebe oder 5-Stufen Automatikgetriebe von Allison.
1997 wurde unterhalb der 10 Tonnen Gesamtgewicht Versionen der FLC mit einem Gesamtgewicht bis 7,5 Tonnen eingeführt. Dieser hatte einen Volvo D4A 3989 cm³Turbodiesel mit 135 PS, synchronisiertem 5-Gang Schaltgetriebe, Scheibenbremsen rundum und Luftfederung an der Hinterachse. Dieser Motor erfüllte die damals strengsten Abgasvorschriften in Schweden und anderen Ländern in Westeuropa sowie in den Vereinigten Staaten.
2000 erfolgte eine Überarbeitung der Baureihe mit modernerem Armaturenbrett, neuer Frontgestaltung und alle Motoren erfüllten nun die Euro 3 Abgasnorm.

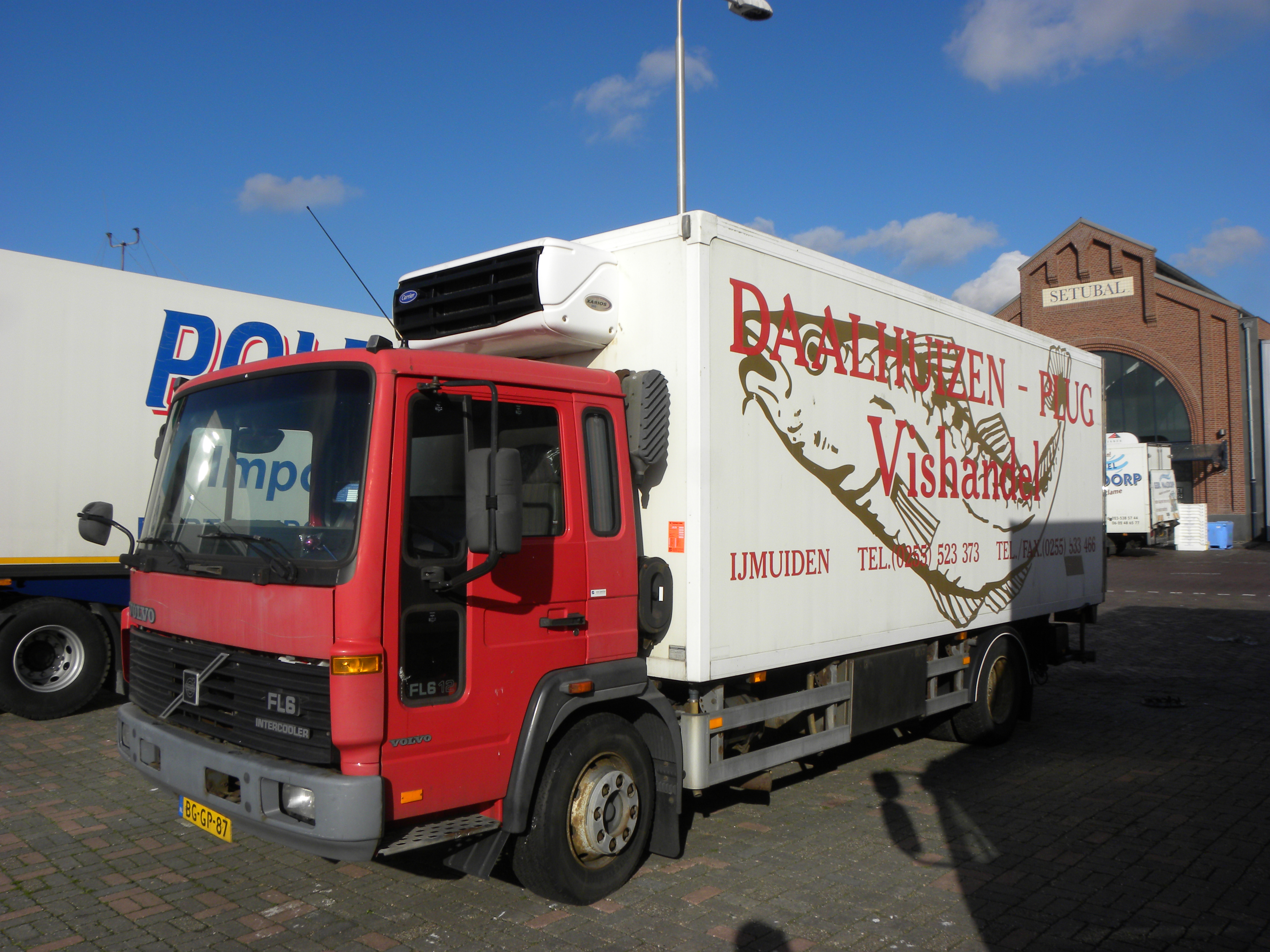
Volvo FLC
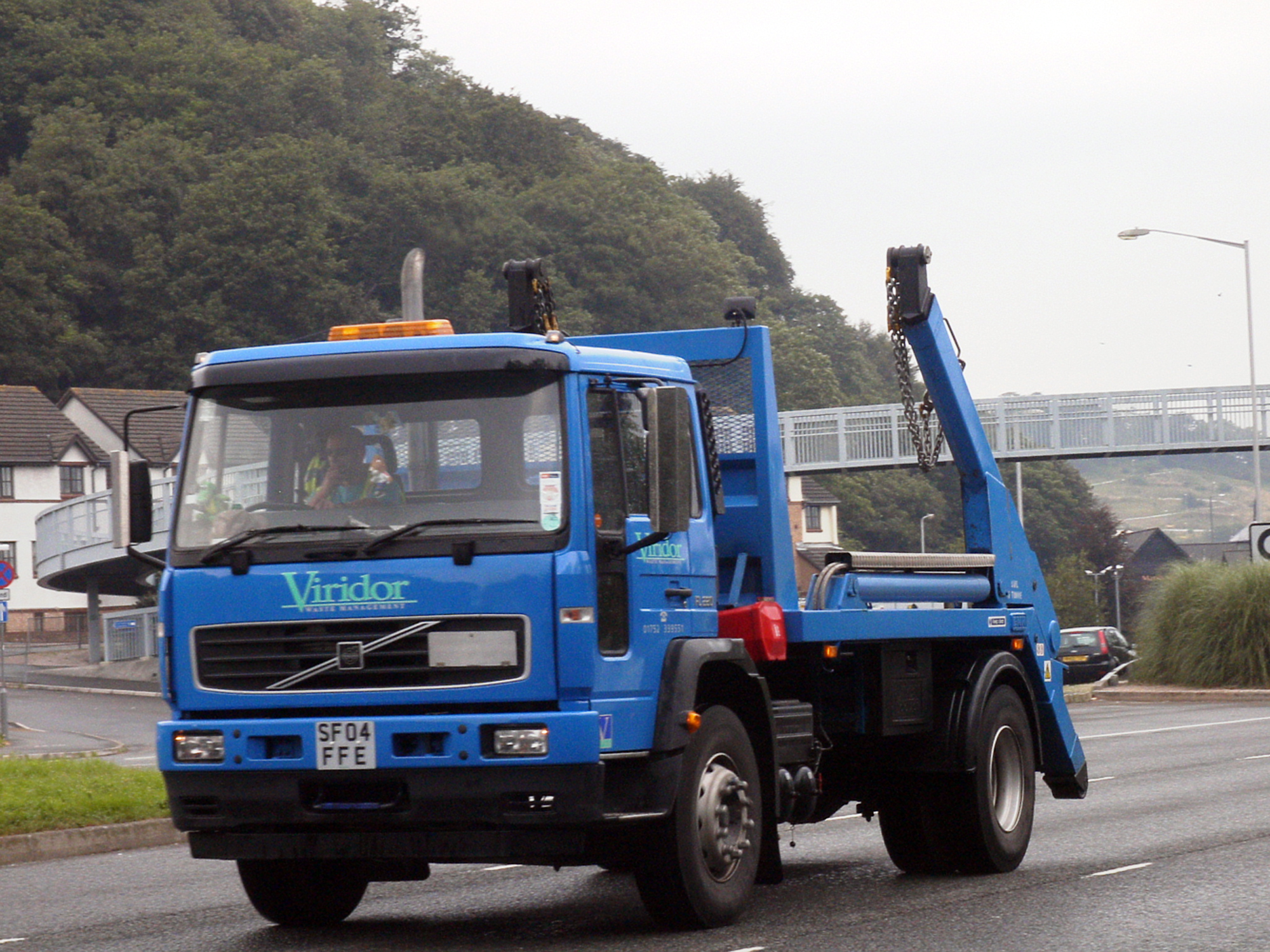
Volvo FL (2000–2006)
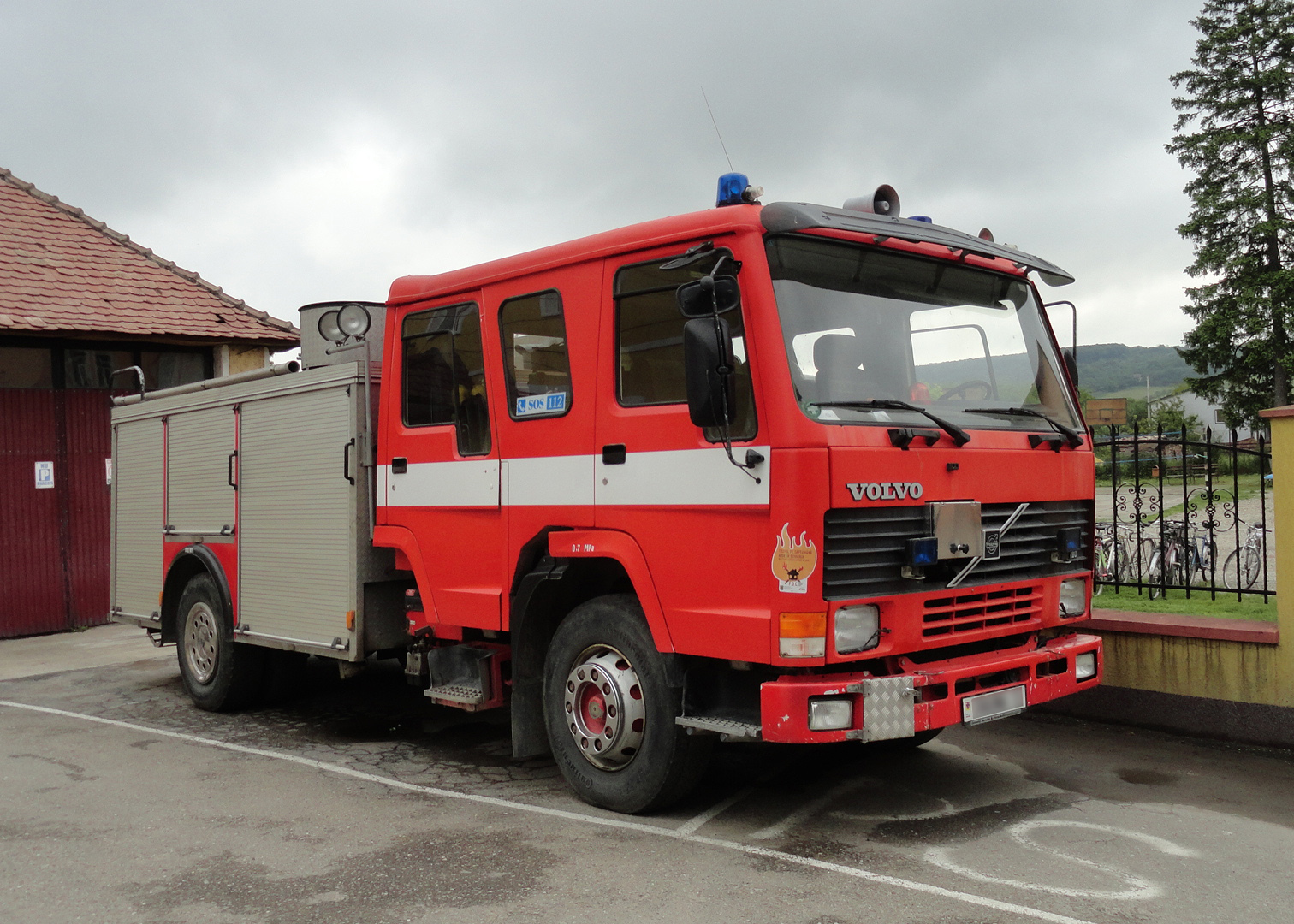
Volvo FL 10 TLF
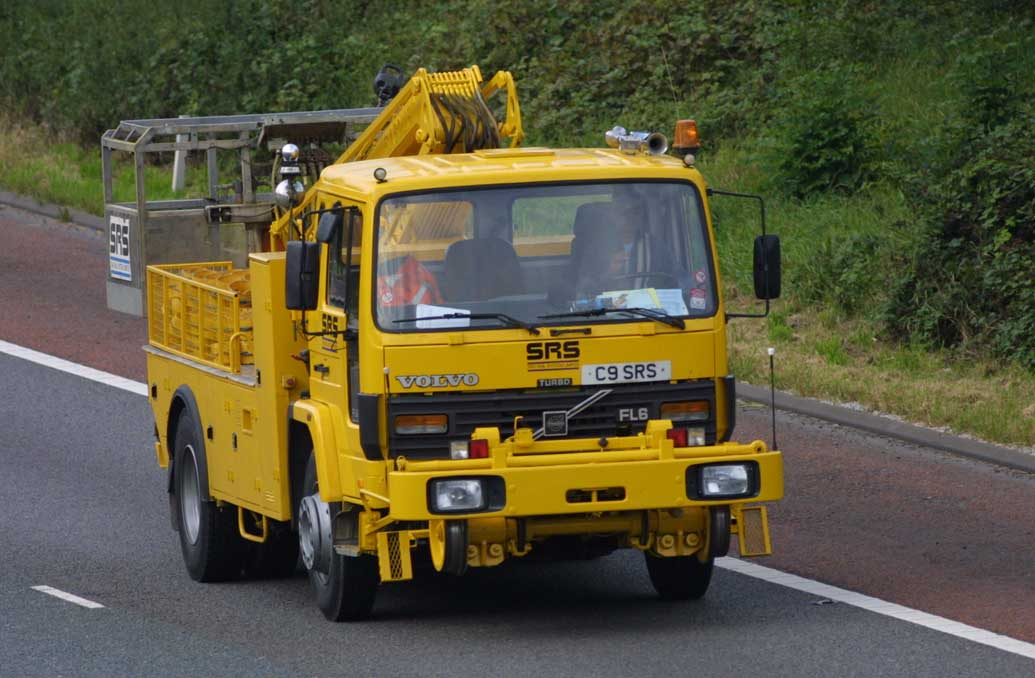
Volvo FL 6 als Zweiwegefahrzeug

## Zweite Generation seit 2006
Die 2006 eingeführte zweite FL Generation teilt sich mit dem Renault Midlum und dem DAF LF das Führerhaus. Die Variantenvielfalt wurde nun deutlich erhöht, neben dem Standard-Lkw zur Frachtbeförderung und einer Sattelzugmaschine bietet Volvo nun auch Varianten wie Feuerwehrwagen, Abschleppwagen und andere direkt ab Werk. Auch ein spezielles Kipperfahrzeug für den Baustellenverkehr wird nun direkt ab Werk geliefert. Neben diversen weiteren Spezialfahrzeugen kann der FL neben der Standard Fahrerkabine auch mit einer langen und Kabine mit Schlafmöglichkeit und einer Crew-Cab genannten Kabine mit 7 Sitzplätzen geordert werden. Eine 7,5-Tonnen-Version bietet Volvo nicht mehr an.
Der Antrieb der neuen Generation erfolgte zuerst mit dem 6-Zylinder 7,2 Liter Deutz D7E Turbodiesel mit 240 oder 280 PS, die die Euro-4 Abgasnorm erfüllten. Seit 2008 wird der D7E Turbodiesel verbaut mit 240 PS, 265 PS, 280 PS und 295 PS, die alle die Euro 5 Abgasnorm erfüllen.
Die Kraftübertragung erfolgt mit 6- oder 9-Gang Schaltgetriebe von ZF Friedrichshafen oder 6-Stufen Automatikgetriebe von Allison Transmission.

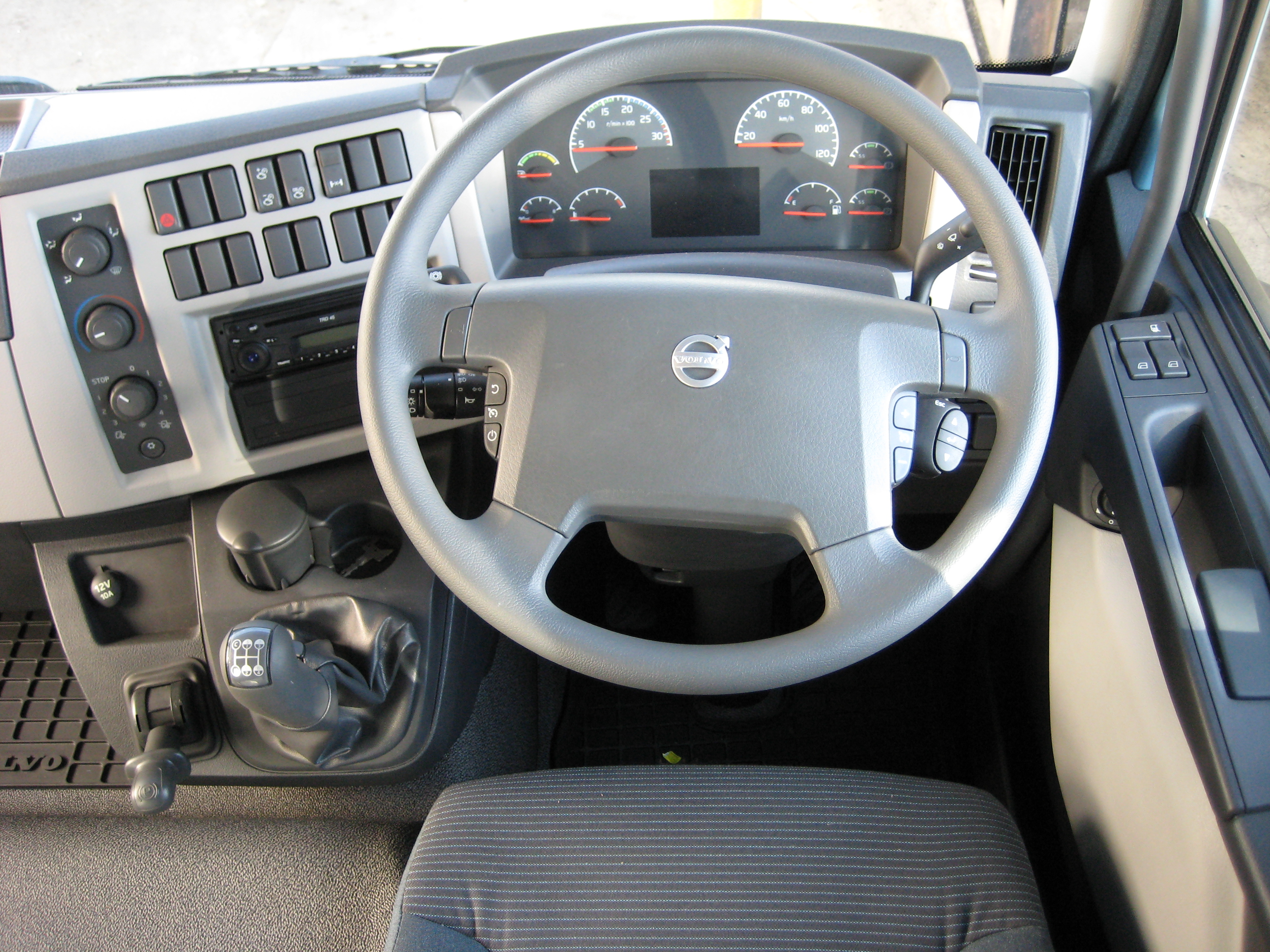
FL II Armaturenbrett
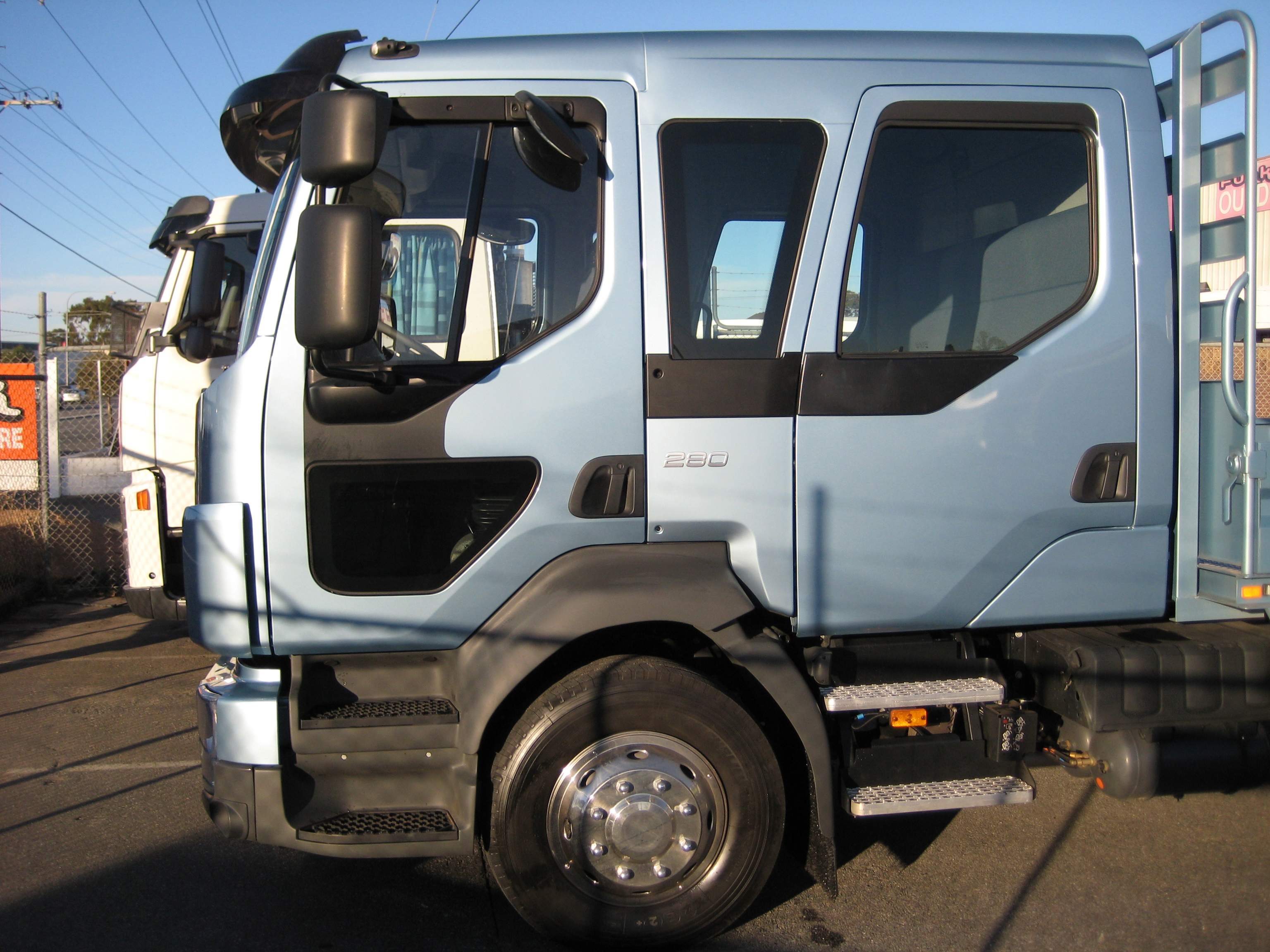
FL II Crew Cab
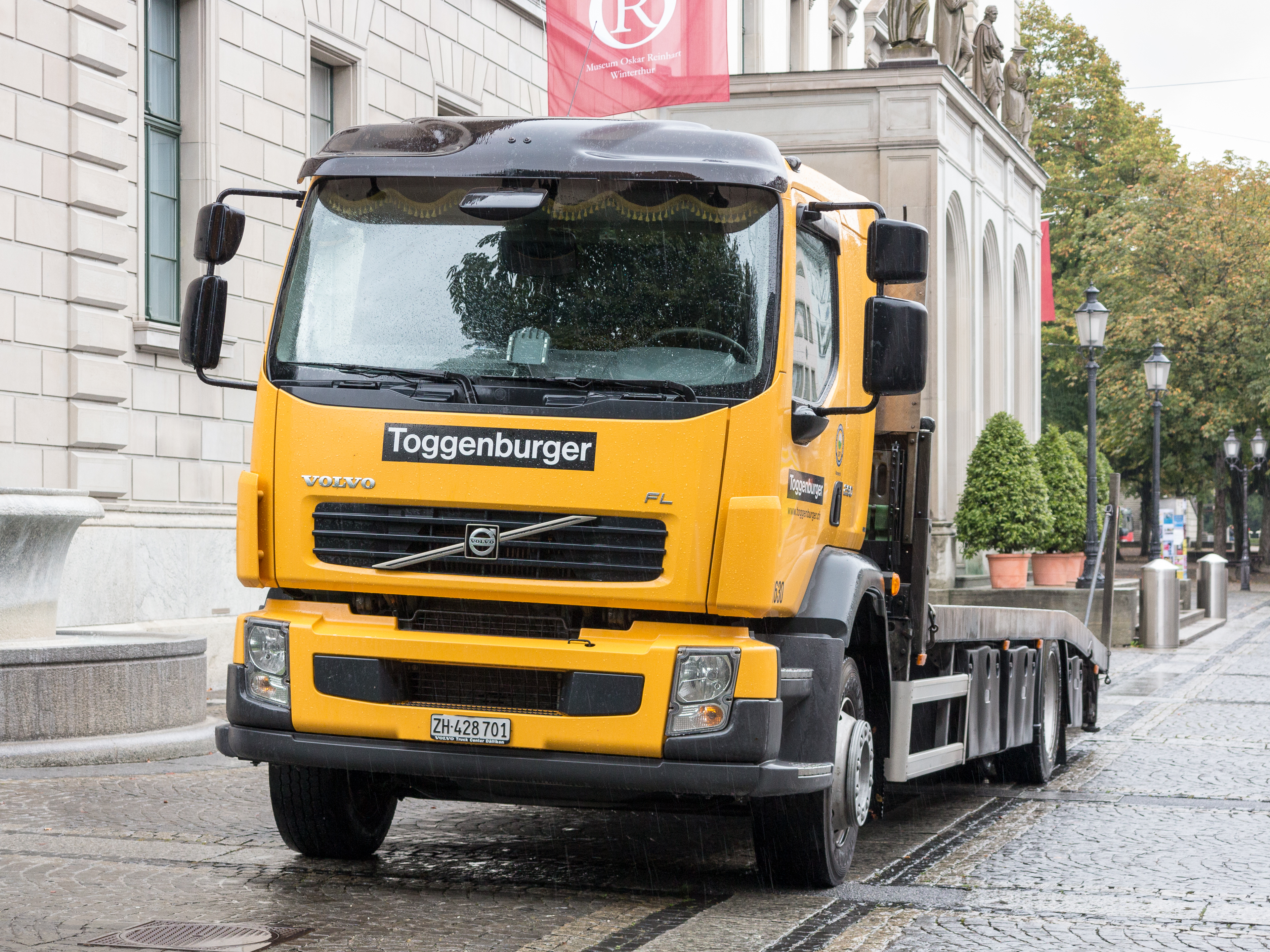
Volvo FL 230 Fahrzeugtransporter

## Dritte Generation seit 2013
Die neueste Version des Volvo FL wurde im Mai 2013 erstmals vorgestellt. Er ist entweder mit einem 4-Zylinder 5,1 Liter Volvo D5K oder 7,7 Liter 6-Zylinder Volvo D8K erhältlich, die jeweils die neue Euro-6 Abgasnorm erfüllen. Neu ist auch eine 12-Tonnen-Nutzlast-Version mit dem Vierzylinder-D5 mit 240 PS, wodurch diese Version im Vergleich zur 2006er Version nun leichter ist.

## Volvo FL Electric
Die vollelektrisch angetriebene Version des Volvo FL wurde am 12. April 2018 erstmals in einer Version mit 16 t zGG vorgestellt.
Einsatzzwecke sind der innerstädtische Lieferverkehr, die Abfallwirtschaft und andere städtische Aufgaben. Durch den leisen Antrieb sind insbesondere Nachtanlieferungen auch in geräuschsensible Bereiche möglich.
Der Elektromotor geht über ein Zweiganggetriebe und Gelenkwellen auf die Hinterachse. Maximales Drehmoment des Elektromotors sind 425 Nm. Maximales Drehmoment an der Hinterachse sind 16 kNm.
Als Energiespeicher stehen 2–6 Lithium-Ionen-Batterien mit insgesamt 100–300 kWh bereit. Die Reichweite gibt Volvo mit bis zu 300 km an.
Es stehen 2 Ladewege zur Verfügung: Gleichstrom-Schnellaufladung über Combined Charging System / Combo2 für bis zu 150 kW, Ladedauer 1–2 Stunden.
Alternativ Wechselstromaufladung am Stromnetz (22 kW) über einen Typ2-Stecker. Volvo nennt bis zu 10 Stunden (z. B. als Nachtaufladung) bei der maximalen Batteriekapazität von 300 kWh.
Die Serienfertigung begann 2019, erste Fahrzeuge nahmen schon 2018 das Abfallentsorgungs- und Recyclingunternehmen Renova und die Spedition TGM in Göteborg in Betrieb.